# Zhulian (köpinghuvudort i Kina, Heilongjiang Sheng, lat 46,60, long 129,87)
Zhulian (kinesiska: 竹帘, 竹帘镇) är en köpinghuvudort i Kina. Den ligger i provinsen Heilongjiang, i den nordöstra delen av landet, omkring 270 kilometer öster om provinshuvudstaden Harbin. Antalet invånare är 12 839. Befolkningen består av 6 387 kvinnor och 6 452 män. Barn under 15 år utgör 14,0 %, vuxna 15-64 år 76 %, och äldre över 65 år 9,0 %.
Runt Zhulian är det ganska tätbefolkat, med 78 invånare per kvadratkilometer. Närmaste större samhälle är Xianglan, 10,3 km nordväst om Zhulian. Omgivningarna runt Zhulian är en mosaik av jordbruksmark och naturlig växtlighet.
Genomsnittlig årsnederbörd är 881 millimeter. Den regnigaste månaden är juli, med i genomsnitt 195 mm nederbörd, och den torraste är januari, med 6 mm nederbörd.